# Tommaso Casoni
Pour les articles homonymes, voir Casoni.
Tommaso Casoni (ou Tomaso Casoni) (1880–1933) était un médecin italien connu pour avoir décrit le test de Casoni pour le diagnostic de la maladie hydatique.

## Biographie
Tommaso Casoni est né le 27 août 1880 à Imola. Il a étudié au Liceo Torricelli College de Faenza et à l'Université de Bologne, obtenant son doctorat en médecine en 1906. En 1910, il s'installe en Sardaigne pour effectuer des recherches sur la maladie hydatique, ce qui aboutit à la publication de son test éponyme. Il a ensuite déménagé à Tripoli dans le nouvel hôpital, L'Ospedale Coloniale Vittorio Eumanuele III. Il y est resté en tant que médecin-chef pendant 20 ans. Il mourut à Imola le 6 septembre 1933 d'une maladie rénale à l'âge de 53 ans.